# Bill Browder
Sir William Felix Browder, meglio noto come Bill Browder (Princeton, 23 aprile 1964), è un imprenditore e attivista politico statunitense naturalizzato britannico, co-fondatore e amministratore delegato di Hermitage Capital Management, venendo considerato dal 1995 al 2006 il più grande investitore straniero in Russia.
La principale strategia di investimento di Browder era l'attivismo per i diritti degli azionisti. Browder ha affrontato grandi aziende russe come Gazprom, Surgutneftegaz, Unified Energy Systems e Sidanco.  Per ritorsione, il 13 novembre 2005 gli è stato vietato l'ingresso in Russia.
Dal 2010, Browder ha condotto una campagna per indagare sul furto delle imposte sul reddito pagate dalla fondazione al bilancio russo alla fine del 2006 e sulla ricerca degli assassini dell'avvocato della fondazione, Sergei Magnitsky, che aveva rivelato il furto. 
Dopo la morte in prigione di Magnitsky, Browder ha esercitato pressioni affinché il Congresso approvasse il Magnitsky Act, una legge per punire i violatori dei diritti umani in Russia, firmata nel 2012 dal presidente Barack Obama Nel 2013, sia Magnitsky che Browder furono processati in contumacia in Russia per frode fiscale. Entrambi gli uomini - Magnitsky era morto quattro anni prima - furono giudicati colpevoli e condannati al 9 anni di carcere. L'Interpol ha respinto le richieste russe di arrestare Browder, affermando che il caso era politico.  Nel 2014, il Parlamento europeo ha votato a favore delle sanzioni contro 30 russi ritenuti complici del caso Magnitsky; questa era la prima volta che adottava un'azione del genere.

## Biografia
È nato a Princeton, New Jersey, il 23 aprile 1964 da Felix Browder, matematico, ed Eva Tislowitz, entrambi di origine ebraica; il nonno paterno, Earl Browder, è stato segretario generale del Partito Comunista degli Stati Uniti d'America dal 1929 al 1945. Cresciuto a Chicago, ha studiato presso l'Università del Colorado Boulder per poi trasferirsi presso l'Università di Chicago, dove si è laureato in economia; ha proseguito gli studi ottenendo un master in busines administration presso la Stanford Graduate School of Business dell'Università di Stanford.

### Carriera
Ha iniziato la sua carriera nello studio dell'Europa orientale del Boston Consulting Group a Londra, lavorando poi per il conglomerato MCC di Robert Maxwell e successivamente ha gestito il desk degli investimenti proprietari russi presso Salomon Brothers. Dopo aver rinunciato alla cittadinanza statunitense nel 1998, affermando di essersi risentito per la persecuzione politica subita dalla sua famiglia (in particolare dal nonno paterno, imprigionato due volte durante il maccartismo), è stato naturalizzato cittadino britannico nel 1999.
Nel 1996, utilizzando un capitale iniziale di 25 milioni di dollari fornito dall'imprenditore brasiliano Edmond Safra, fondò Hermitage Capital Management con l'obiettivo di investire in Russia, paese in cui erano in corso numerose privatizzazioni dopo la dissoluzione dell'Unione Sovietica.
Beny Steinmetz è stato un altro degli investitori originali di Hermitage.
Dopo la crisi finanziaria russa del 1998, Browder è rimasto fedele alla missione originaria di Hermitage di investire in Russia, nonostante i significativi deflussi dal fondo. Hermitage divenne un importante azionista attivista del colosso russo del gas Gazprom , della grande compagnia petrolifera Surgutneftegas, RAO UES, Sberbank, Sidanco, Avisma e Volzhanka.  ha denunciato la corruzione del management e gli illeciti aziendali in queste società in parte di proprietà statale. Si dice che abbia detto: "Dovevi diventare un attivista azionista se non volevi che ti rubassero tutto".
Nel 1999, Avisma ha intentato una causa RICO contro Browder e altri investitori di Avisma tra cui Kenneth Dart, sostenendo che avevano illegalmente dirottato i beni della società in conti offshore e poi trasferito i fondi su conti statunitensi presso Barclays. Browder e i suoi coimputati si accordarono con Avisma nel 2000; hanno venduto le loro azioni Avisma come parte dell'accordo transattivo riservato.
Dal 1995 al 2006, Hermitage Capital Management è stato uno dei maggiori investitori stranieri in Russia, e Browder ha accumulato milioni attraverso la gestione del fondo. Sia nel 2006 che nel 2007, ha guadagnato circa 125-150 milioni di sterline.
Nel marzo 2013, HSBC, una banca che funge da fiduciario e gestore di Hermitage Capital Management, ha annunciato che avrebbe terminato le operazioni del fondo in Russia. La decisione è stata presa nel mezzo di due cause legali contro Browder: un caso per diffamazione a Londra e un processo in contumacia per evasione fiscale a Mosca.
Nel giugno 2018, HSBC ha raggiunto un accordo con il governo russo per pagare una multa di 17 milioni di sterline alle autorità russe per il suo ruolo nella presunta elusione fiscale.
Nel 2005, dopo dieci anni di affari in Russia, Browder è stato inserito nella lista nera dal governo russo come "minaccia alla sicurezza nazionale" e gli è stato negato l'ingresso nel paese. L'Economist ha scritto che il governo russo aveva inserito Browder nella lista nera perché aveva interferito con il flusso di denaro verso "burocrati corrotti e i loro uomini d'affari complici". Browder aveva precedentemente sostenuto il presidente russo Vladimir Putin.
Nel 2008 il New York Times ha riferito che "nei due anni successivi (secondo Browder) molti dei suoi soci e avvocati, così come i loro parenti, sono diventati vittime di crimini, tra cui gravi percosse e rapine durante le quali sono stati sequestrati documenti".  Nel giugno 2007, decine di agenti di polizia "si sono precipitati negli uffici moscoviti dell'Hermitage e del suo studio legale, confiscando documenti e computer. Quando un membro dello studio ha protestato dicendo che la perquisizione era illegale, è stato picchiato dagli agenti e ricoverato in ospedale" per due settimane, ha detto il capo dello studio legale, Jamison R. Firestone".  L'Hermitage è diventato "vittima di quello che in Russia è noto come 'raid aziendale': sequestro di aziende e altri beni con l'aiuto di funzionari delle forze dell'ordine e giudici corrotti". Tre holding della Hermitage sono state sequestrate in base a quelle che, secondo gli avvocati della società, sono accuse fasulle.
Le incursioni del giugno 2007 hanno consentito a funzionari delle forze dell'ordine corrotti di rubare i documenti di registrazione aziendale di tre holding Hermitage. Hanno perpetrato una frode, richiedendo (e ricevendo) un rimborso di 230 milioni di dollari in tasse pagate da quelle società allo stato russo nel 2006. Nel novembre 2008, uno dei revisori dei conti dell'Hermitage, Sergei Magnitsky, è stato arrestato e "accusato di due capi d'imputazione di evasione fiscale aggravata commessa in cospirazione con il signor Browder nei confronti di Dalnyaya Step e Saturn". Magnitsky è morto il 16 novembre 2009, in prigione, dopo undici mesi di custodia cautelare, quasi il limite consentito dalla legge.
Il 27 agosto 2019, la Corte europea per i diritti dell'uomo, nel giudicare un caso intentato contro la Russia dalla famiglia Magnitsky, ha stabilito che Magnitsky è stato detenuto in condizioni che equivalgono a "trattamenti inumani e degradanti contrari all'articolo 3 della Convenzione". La famiglia di Magnitsky ha ricevuto 34.000 euro.
La sua morte ha suscitato indignazione a livello internazionale ed è stata il catalizzatore dell'approvazione da parte del Congresso degli Stati Uniti del Magnitsky Act, convertito in legge dal presidente Barack Obama il 14 dicembre 2012. L'atto prendeva di mira direttamente le persone coinvolte nell'affare Magnitsky vietando il loro ingresso negli Stati Uniti e il loro utilizzo del suo sistema bancario.
Nel febbraio 2013, i funzionari russi hanno annunciato che Browder e Magnitsky sarebbero stati entrambi processati per aver evaso tasse per 16,8 milioni di dollari. Nel marzo 2013, le autorità russe hanno annunciato che avrebbero indagato sull'acquisizione di azioni Gazprom da parte di Hermitage per un valore di 70 milioni di dollari. L'indagine doveva concentrarsi sulla possibilità che Browder avesse violato le leggi russe quando Hermitage utilizzò società russe registrate nella regione di Kalmykia per acquistare azioni. Un'indagine del Comitato per gli affari giuridici e i diritti umani del Consiglio d'Europa ha scagionato Browder dalle accuse di irregolarità emerse in quel periodo.  Browder è stato anche accusato di aver tentato di ottenere l'accesso ai rapporti finanziari di Gazprom.

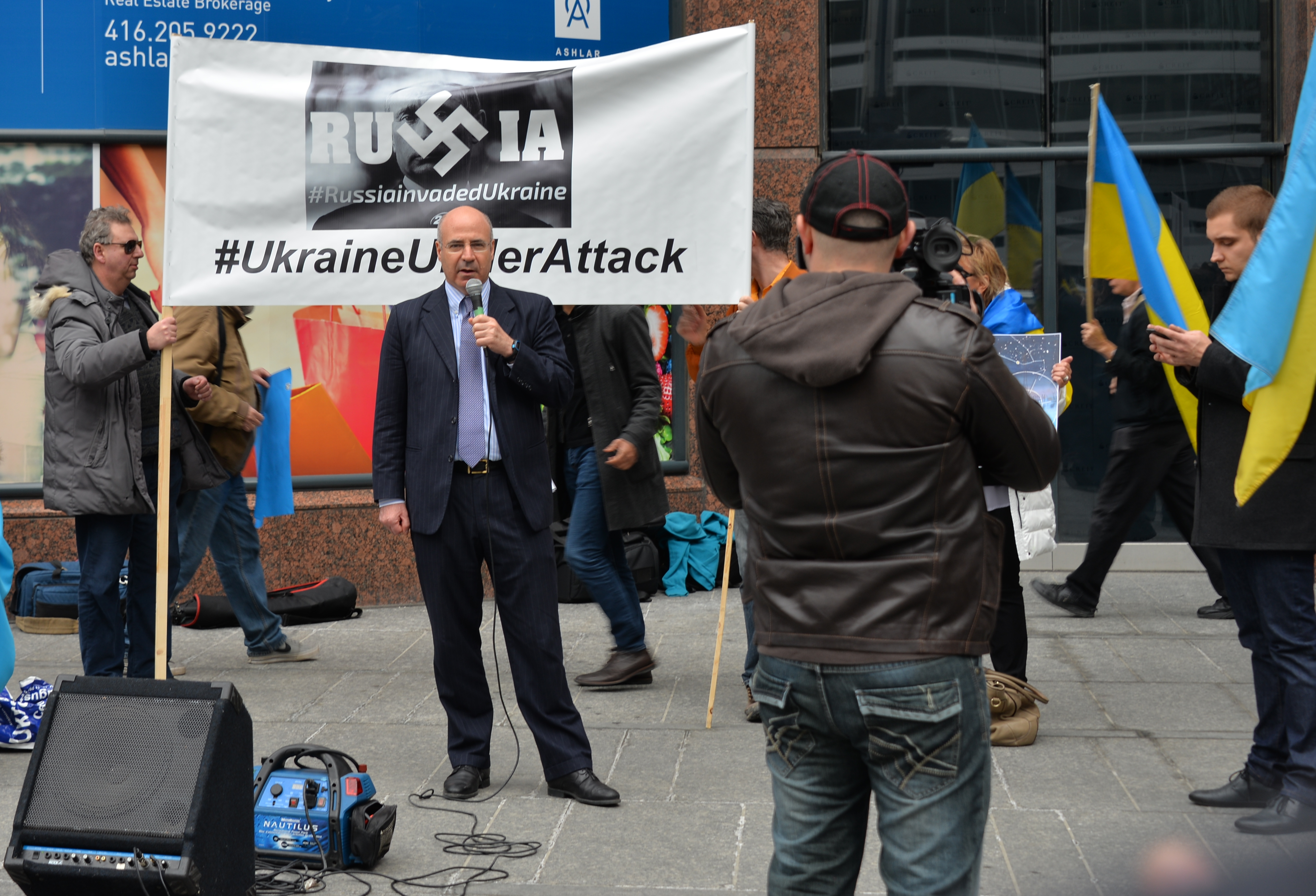
Browder parla ai manifestanti davanti al consolato russo a Toronto nel marzo 2016

Browder ha ammesso di aver cercato influenza in Gazprom, ma ha negato ogni addebito.  Ha affermato che l'acquisto di azioni Gazprom era un investimento nell'economia russa e che il desiderio di influenzare la gestione di Gazprom era guidato dalla necessità di denunciare "un'enorme frode in corso presso l'azienda". Tuttavia, all’epoca era illegale per gli stranieri acquistare azioni Gazprom in Russia, e lo fece attraverso società di comodo che nascondevano la sua proprietà. Ha anche affermato che il sistema di utilizzo di filiali registrate in Russia aventi diritto a vantaggi fiscali era praticato all'epoca da altri investitori stranieri e non era illegale. Ha anche affermato di ritenere che il processo fosse una risposta all'approvazione da parte degli Stati Uniti della legge Magnitsky, che aveva inserito nella lista nera i funzionari russi coinvolti nella morte di Magnitsky, impedendo loro di entrare negli Stati Uniti. Il Financial Times ha riferito che questo processo è stato il primo nella storia russa a includere un imputato già morto. Amnesty International ha descritto il processo come "un capitolo completamente nuovo nel peggioramento della situazione dei diritti umani in Russia" e un "tentativo sinistro di distogliere l'attenzione da coloro che hanno commesso i crimini denunciati da Magnitsky".
L'11 luglio 2013 Browder è stato giudicato colpevole in contumacia dal tribunale penale distrettuale di Mosca con l'accusa di evasione fiscale e condannato a nove anni. Magnitsky è stato condannato postumo per frode. Nel maggio 2013 e di nuovo nel luglio 2013, l'Interpol ha respinto le richieste del ministero dell'Interno russo di inserire Browder nella sua lista di ricerca e di localizzarlo e arrestarlo, affermando che il caso della Russia contro di lui era "prevalentemente politico".
Nell’aprile 2014, il Parlamento europeo ha approvato all’unanimità una risoluzione per imporre sanzioni a più di 30 russi complici del caso Magnitsky; è la prima volta nella storia del parlamento che si tiene una votazione per stabilire un elenco di sanzioni pubbliche.  Tuttavia, il voto è stato solo consultivo per la Commissione europea, che non ha dato seguito alla decisione.
Nel dicembre 2017, Browder è stato processato in contumacia e condannato per evasione fiscale e bancarotta deliberata da un tribunale russo, ricevendo una condanna a nove anni di reclusione.
Il 30 maggio 2018, Browder è stato arrestato dalla polizia spagnola a Madrid su mandato d'arresto dell'Interpol russo. È stato liberato subito dopo quando il segretario generale dell'Interpol ha avvertito la polizia spagnola di non eseguire il mandato d'arresto russo. Browder si era recato in Spagna per informare il procuratore antimafia José Grinda. E dopo averlo informato, Browder era tornato lo stesso giorno nel Regno Unito.
Nel novembre 2018, i pubblici ministeri russi hanno annunciato nuove accuse contro Browder, accusandolo di organizzare un "gruppo criminale transnazionale" e sostenendo che potrebbe aver avvelenato Sergei Magnitsky.
Dal 2020 Browder appare anche come critico nei confronti del governo della Repubblica popolare cinese. È tra i sostenitori delle sanzioni degli stati occidentali contro la Cina per l'oppressione degli uiguri.
Al Forum economico mondiale di Davos nel maggio 2022, Browder ha criticato la Germania per il suo precedente atteggiamento nei confronti della Russia: "Putin è responsabile al 95% di questa guerra, perché è lui che lancia le bombe e uccide i civili", ma "anche l'Occidente è responsabile per il 5% di questa guerra", lo è soprattutto la Germania per quanto sta accadendo in Ucraina". Browder ha detto ai media: "La Merkel si è battuta duramente per rendere la Germania e l'Europa dipendenti da Mosca e aperte al ricatto. L'attacco di Putin all'Ucraina è quindi anche la guerra della Merkel!".

## Controdeduzioni

### Il documentario di Nekrasov
Un film-documentario di Andrei Nekrasov, The Magnitsky Act – Behind the Scenes (2016), disponibile su YouTube, secondo The Daily Beast "assolve il governo russo da ogni responsabilità per la morte di Magnitsky" e che Browder era dietro la consegna di 230 milioni di dollari, frutto di frodi nei rimborsi fiscali. Il Washington Post ha commentato in un editoriale: "Il film è un pezzo di agitprop che mescola fatti e finzione per incolpare Magnitsky per la frode e assolvere i russi dalla colpa per la sua morte".
Molte delle figure chiave intervistate nel film lo hanno dichiarato mendace. Alcune proiezioni teatrali europee e una trasmissione televisiva del film sono state cancellate dopo le minacce di cause per diffamazione da parte di Browder. Secondo la testimonianza di Browder del 2017 alla commissione giudiziaria del Senato degli Stati Uniti, l'avvocato russo Natalia Veselnitskaya ha assunto un ex giornalista del Wall Street Journal, Chris Cooper del gruppo Potomac, per organizzare la sua prima americana. Nonostante le obiezioni di Browder, il Newseum di Washington, DC ha tenuto una proiezione nel giugno 2016 ospitata da Seymour Hersh.

### Dichiarazione di Putin a Helsinki
Il 16 luglio 2018, durante una conferenza stampa congiunta con il presidente Donald Trump a Helsinki, in Finlandia, il presidente russo Vladimir Putin ha dichiarato che Browder aveva incanalato 400 milioni di dollari nella campagna presidenziale di Hillary Clinton del 2016, uno sforzo che, secondo lui, coinvolgeva membri dell'intelligence statunitense che, ha detto Putin, "ha accompagnato e guidato queste transazioni". La dichiarazione è stata fatta dopo che Putin ha detto che avrebbe permesso alla squadra del procuratore speciale Robert Mueller di andare in Russia per le loro indagini, a patto che ci fosse un accordo reciproco per l'intelligence russa per indagare negli Stati Uniti.
Putin ha detto:
Il Washington Post e il New York Times hanno valutato "false" le affermazioni di Putin sul finanziamento, sottolineando che non ci sono prove a sostegno di ciò. Politifact ha affermato che Putin ha i  "pantaloni in fiamme". Bill Browder, nel suo articolo per Time, definì l'accusa "così ridicola e falsa da cadere nell'illusione". Sostiene che Putin continua a muovere false accuse contro di lui in risposta al coinvolgimento di Browder nella legge Magnitsky. Browder afferma inoltre di essere cittadino britannico e non più americano, pertanto Trump non sarebbe in grado di rispondere alla richiesta di Putin.

### Articoli di "Der Spiegel"
Il 22 novembre 2019, la rivista tedesca Der Spiegel ha pubblicato un articolo in cui affermava che le accuse di Browder riguardanti il "caso Magnitsky" non resistono a un esame approfondito. La versione inglese è apparsa il 26 novembre 2019. Dopo che Browder ha presentato un reclamo contro questo articolo alla direzione di Der Spiegel e al Consiglio della stampa tedesco, Der Spiegel ha pubblicato un ulteriore articolo, rilasciando le sue prove e sottolineando la sua posizione riguardo alla questione.